# Georg Fischer
Georg Fischer (Neuburg an der Donau, 15 de noviembre de 1899-12 de noviembre de 1984) fue un geólogo, petrógrafo y mineralogista alemán, además de profesor en la Universidad de Múnich.

## Vida
Acudió como voluntario a la Primera Guerra Mundial, donde fallecieron dos hermanos suyos. En 1919 empezó a estudiar en la Universidad de Múnich química, geología y mineralogía; Se tituló como Philosophiæ doctor bajo la tutela de Erich Kaiser en 1924. Además de este último fueron profesores suyos Ferdinand Broili, Paul von Groth, Ernst Weinschenk y Maximilian Weber. En 1927 consiguió la habilitación y fue profesor no numerario. Durante la Segunda Guerra Mundial estudió yacimientos en Francia, España, Portugal, Noruega y Bohemia. En 1948 empezó a trabajar en la facultad de petrografía de la Universidad de Múnich, donde permaneció hasta su jubilación en 1968.
Cartografió en los Sudetes, en Harz y en las montañas del este de Baviera. Entre 1959 y 1961 fue presidente de la Geologische Vereinigung, institución que le concedió la Medalla Gustav Steinmann en el año 1972.
Se casó en 1927 con Friederike Brugger y tuvo dos hijas, Veronika y Johanna.